# Les Cinéphiles 2 : Éric a disparu
Série
Les Cinéphiles : Le Retour de Jean
(1989) Les Cinéphiles 3 : Les Ruses de Frédéric
(2007)
Pour plus de détails, voir Fiche technique et Distribution.
Les Cinéphiles 2 : Éric a disparu est un film français réalisé par Louis Skorecki en 1989.

## Fiche technique
- Réalisation : Louis Skorecki
- Production : Georges Benayoun, Paul Rozenberg
- Scénario : Pierre Trividic, Pascale Ferran, Anne-Isabel Estrada, Laurence Ferreira, Louis Skorecki
- Musique originale : Pierre Pinchik
- Montage : Jean Pêcheux
- Image : Patrice Kirchhofer
- Technicien du son : Patrick Genet
- Genre : drame
- Durée : 54 minutes
- Année : 1989
- Pays :  France
- Langue : français
- Couleur : Couleur

## Distribution
- Harold Manning : Eric
- Sébastien Clerger : Sébastien
- Marie Nester : Esther
- François Gabey : François
- André Moullahem :  André
- Michel Cressole : Jean
- David Matarasso : David
- Vladimir Léon : Vladimir
- Pierre Léon : Pierre
- Eve Séguret : Eve
- Nathalie Joyeux : Nathalie
- Lucile Hadzihalilovic : Lucile
- Marc Weitzmann : Marc
- Noémie Lvovsky : Noémie
- Nidam Abdi : Nidam
- Christine Dory : Christine